# Секрет смерти
«Секрет смерти» (англ. «The mystery of death») — книга Кирпала Сингха. В книге отражен философский и эзотерический аспект понятия смерть. Автор пытается рассмотреть понятие смерть со стороны индийской философии. В книге также проводятся аналогии с религией. В «Секрете смерти» также рассмотрен самый главный страх человека, это страх перед смертью. Книга была написана в 1968 году. Книга издана на нескольких языках, таких как хинди, урду, английский, русский и др. Автор, Сант Кирпал Сингх, написал большое количество книг, посвященных эзотерике, духовности, религии и философии. Книга передана автором в общественное достояние и на неё не распространяется авторское право.
Эта книга — своего рода шанс: шанс без страха и болезненного любопытства заглянуть за грань, отделяющую физическое бытие от небытия. И услышать слово надежды и ободрения. Мудрость древней Индии стоит у врат вашего разума (…) — из предисловия.
Смерть есть рождение в более широкую жизнь, возвращение после короткого изгнания на Земле